# Maladera leevis
Maladera leevis är en skalbaggsart som beskrevs av Frey 1972. Maladera leevis ingår i släktet Maladera och familjen Melolonthidae. Inga underarter finns listade i Catalogue of Life.